# Вестерос
Вестеро́с (швед. Västerås) — город в Швеции, административный центр лена Вестманланд и одноименной коммуны. Расположен на берегу озера Меларен в устье реки Свартон. 
Изначально город назывался Арос («устье реки»), в 1271 году был переименован в Вэстра Арос (Западный Арос), а позднее в Вестерос. 
Население в 2010 году насчитывало 110 тысяч человек, а по переписи 2022 года — 134 742 человек.
Город является промышленным  центром лена[что?]. Крупнейшие промышленные предприятия — ABB, Bombardier, Westinghouse Atom, Peab, ICA Handlarnas.
Православная церковь, построена в 2019-2022 гг.

## Спорт
В городе расположены стадион Хааконплан и АББ Арена. 
Команда «Вестерос» является рекордсменом по количеству побед в чемпионатах Швеции по хоккею с мячом.

## Известные уроженцы и жители
- Андерс-Иогансон Арозиандринус — шведский поэт, переводчик XVII века.
- Ларс Густафссон — шведский писатель и философ.
- Мария Ланг — писательница.
- Маркус Оскарссон — спортсмен, олимпийский чемпион 2004 года в гребле на байдарке-двойке.[4]
- Стефан Эриксон — посол Швеции в Республике Беларусь.[5]
- Эльза Баклунд — художница.
- Тумас Транстрёмер — поэт, лауреат Нобелевской премии по литературе за 2011 год.
- Лорин — певица, победительница конкурсов песен «Евровидение-2012» и «Евровидение-2023».
- Никлас Лидстрём — хоккеист, олимпийский чемпион 2006 года, чемпион мира 2001 года и 4-кратный обладатель Кубка Стэнли.
- Джерри Люндквист — профессиональный игрок Dota 2 состава команды Alliance. Чемпион мира по версии The International 2013.
- Виктор Линделёф — футболист, защитник английского клуба «Манчестер Юнайтед» и сборной Швеции.
- Герда Альм — художница.
- Pandora — певица
- Оса Свенссон — теннисистка.
- Томми Сало — хоккеист, вратарь.
- Стефан Бенгт Петтерссон — шведский футболист.
- Микаэль Баклунд — шведский хоккеист.
- Патрик Берглунд — шведский хоккеист.
- Анна Мария Сесилия Бонневи — шведско-норвежская актриса театра и кино.
- Понтус Свен Комарк — шведский футболист.
- Май Сеттерлинг — шведская актриса, сценарист и режиссёр.